# Monte Águila
Monte Águila (på dansk 'Ørnebjerg') er en chilensk by beliggende i Biobío-regionen, i Cabrero kommune, 5 kilometer syd for Cabrero by.
Området var før den europæiske kolonisering af Sydamerika befolket af det oprindelige folk Mapuche. I 1852 blev den oprindelige befolkning tvunget til at forlade området, der herefter blev koloniseret af tyske immigranter. I 1864 blev anlagt en jernbanestation i byen. Efter afslutningen af Salpeterkrigen fungerede byen som et knudepunkt og i 1887 blev etableret forbindelse til den argentinske by Neuquén på den anden side af Andesbjergene, hvilket gav yderligere grundlag for økonomisk og social udvikling i området. En jernbanelinje til floden Polcura blev ligeledes etableret..

Byen har en befolkning på 6.574 indbyggere..

## Galleri
- Main square.
- Brandstation.
- Fodbold stadium.
- Skole.